# Umberto Del Core
Umberto Del Core (Bari, 30 novembre 1979) è un ex calciatore italiano di ruolo attaccante.

## Carriera
Cresce nel Bisceglie e si afferma giocando nel Campionato Nazionale Dilettanti con l'Altamura e la Renato Curi Angolana. Dopo un biennio al Tricase passa all'Ancona in Serie B, categoria in cui non riesce a esordire perché viene presto ceduto al Taranto e poi al Foggia per un triennio. Nell'ultimo anno con i rossoneri incontra Pasquale Marino, che, la stagione successiva, lo allena anche all'Arezzo, con cui Del Core esordisce in Serie B.
Marino nel 2005-2006 passa al Catania, e con sé porta Gionatha Spinesi, Roberto De Zerbi e Del Core. Il 28 maggio 2006 segna il gol del 2-1 contro l'AlbinoLeffe che significa per il Catania la promozione diretta in Serie A. Dopo aver giocato 11 gare nella massima serie (di cui due da titolare), a gennaio 2007 viene ceduto in compartecipazione al Cesena insieme a Maurizio Anastasi, ritornando in Serie B. Nella squadra romagnola è titolare e segna una rete, ininfluente ai fini del risultato, nel derby con il Bologna. Il Cesena a giugno cede la propria metà del cartellino al Catania.
Nel 2007-2008 il giocatore fa parte dell'organico del Catania, con il quale svolge il ritiro precampionato e con il quale si appresta ad iniziare il secondo campionato di Serie A agli ordini dell'allenatore Silvio Baldini, quando, il 31 agosto viene ceduto al Foggia. Durante il mercato invernale della stagione 2008-2009 si trasferisce dal Foggia al Perugia, dove firma un contratto triennale, che si conclude nell'estate 2010, a causa dell'estromissione dei grifoni dal calcio professionistico.
Nel mese di ottobre 2010 firma un contratto con l'Fidelis Andria in Lega Pro Prima Divisione. Nella stagione 2010-2011 segna 4 reti contribuendo alla salvezza dell'Andria che rimane in Prima Divisione e viene confermato anche per il 2011-2012.
Per la stagione 2012-2013 passa al Martina; mentre la stagione seguente si trasferisce al Fano. Gioca poi per vari club semi-professionistici, giocando anche per una stagione in San Marino, al Folgore.
Conclude la sua carriera nel 2017, dopo aver disputato un'ultima stagione con il Team Altamura, conclusa con la promozione in Serie D.

## Palmarès

### Competizioni nazionali
- Campionato italiano Serie C2: 1

Foggia: 2002-2003